# مارشه دو فیلم
بازار فیلم کن (به فرانسوی: Marché du Film) هر ساله و هم‌زمان با جشنواره فیلم کن در محل این فستیوال برگزار می‌شود. این بازار یکی از بهترین موقعیت‌ها برای ارائه فیلم‌هایی است که هنوز در مرحله تکمیلی بسر می‌برند. بازار فیلم کن که به «مارشه دو فیلم» شهرت دارد از سال ۱۹۵۹ با هدف ایجاد بستری تجاری برای فیلم‌هایی از سرتاسر جهان شکل گرفت.

## نحوه مبادلات
خریداران بین‌المللی فیلم‌ها آماده هستند تا فیلم‌هایی را که مورد علاقه مخاطبانشان است در این بازار تهیه کنند. خریداران بیشتر به این مسئله توجه دارند که کدام هنرپیشه‌ها از محبوبیت بیشتری در کشورشان برخوردارند. حتی برای بسیاری از فیلمسازان مستقل اهمیت بازار کن به مراتب از خود جشنواره بیشتر است. این بازار از نوعی نمایشگاه تجاری بهره می‌برد که در آن توزیع کنندگان آثار سینمایی محصولات خود را در معرض دید خریداران بین‌المللی قرار می‌دهند. در واقع در طول برگزاری جشنواره، توزیع کنندگان و در برخی موارد تهیه‌کنندگان با اجاره غرفه‌هایی محصولات خود را ارائه می‌دهند. در این نمایشگاه می‌توان فیلم‌هایی را از سراسر جهان یافت که در حال رقابت برای جلب توجه یک هزار و ۵۰۰ خریدار منطقه ا ی هستند.
در بازار فیلم کن تهیه‌کنندگان مستقل و توزیع کنندگان نه چندان مطرح هزاران فیلم و تریلر را به خریدارانی از ۱۵۰ منطقه که شامل کشورهای کوچک و بزرگ می‌شود ارائه می‌کنند. عده‌ای از این خریداران فقط حقوق ویدئویی فیلم را برای کشورهای خاصی مانند پرتغال، آفریقای جنوبی، تایوان یا نروژ خریداری می‌کنند در حالی که گروه دیگری ممکن است تمام حقوق منطقه‌های بزرگی مانند شرق دور یا اروپا را بخرند. این خریداران از کشورهایی مانند ایالات متحده، کانادا، مکزیک و آمریکای جنوبی هستند. به‌طور خلاصه هر مقامی که واجد شرایط خرید فیلم باشد، می‌تواند حقوق یک فیلم را برای هر منطقه‌ای خریداری کند که معمولاً این امر با مبلغی که پیشتر مورد توافق قرار گرفته و با اعتباری ۵ تا ۱۰ ساله، صورت می‌گیرد.

## محل بازار
بازار فیلم کن تنها در غرفه‌های تالار فستیوال جریان ندارد بلکه سرتاسر کروآزت را شامل می‌شود. بسیاری از توزیع کنندگان بزرگ و استودیوهای مطرح به جای اجاره غرفه در تالار فستیوال ترجیح می‌دهند تا اتاق
و سوئیت‌هایی را در این مناطق اجاره کنند. البته به نظر می‌رسد برای توزیع‌کنندگان خارجی تالار فستیوال گزینه بهتری برای ارائه محصولات باشد، چرا که این منطقه از سوی خریداران حکم مرکز توجه را داشته، بنا براین نیاز به تبلیغات کمتری در نمایشگاه یا کروآزت دارد. این بازار، خدماتی مانند برپایی جلسات و مکانهای نمایش را نیز در اختیار شرکت کنندگان قرار می‌دهد.